# 쩡페이츠
쩡페이츠(중국어: 曾沛慈, 병음: Zēng Pèicí, 한자음: 증패자, 영어: Pets Tseng, 1984년 10월 21일 ~ )는 중화민국의 가수이자 배우이다.